# Бёрнс, Александр
Александр Бёрнс (англ. Sir Alexander Burnes; 16 мая 1805, Монтроз, Шотландия — 2 ноября 1841, Кабул) — дипломат, капитан британской армии, разведчик, путешественник и исследователь, принимавший участие в Большой игре. Также получил прозвище «Бухарский Бёрнс» за свой вклад в установление контактов с Бухарским эмиратом и его изучение.
Член Лондонского королевского общества (1834).

## Ранние годы
Родился в Монтрозе, Шотландия, в семье местного пробста, двоюродного брата всемирно известного шотландского поэта Роберта Бернса. С 16 лет находился на службе Британской Ост-Индской компании. Это способствовало тому, что он овладел фарси и хинди и получил назначение в Сурат в качестве переводчика в 1822 году. В 1826 году он был переведен в Кач, где стал помощником британского политического агента. Тогда он заинтересовался историей и географией северо-западной Индии и сопредельных стран, которые на тот момент были изучены довольно слабо.

## Разведка

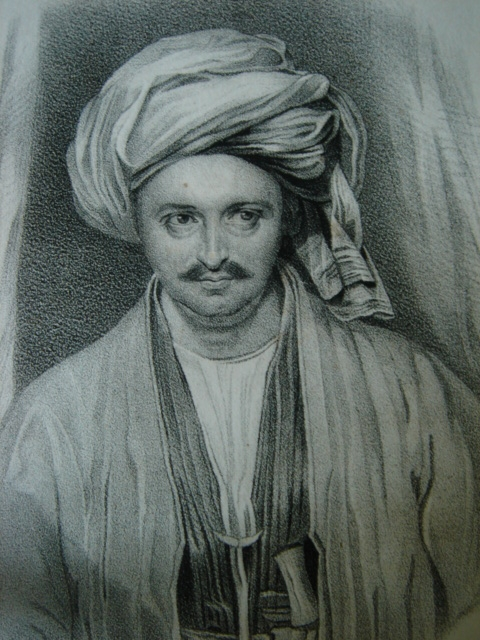
1838 год

В 1829 году Бёрнс предложил организовать разведывательное путешествие вверх по реке Инд. Но по политическим соображениям английские власти в Калькутте ему отказали. Однако в 1831 году его послали в Лахор с подарочными лошадьми для махараджи Ранджит Сингха от короля Вильгельма IV. Английская сторона убедила правителя Синда, что лошади не переживут путешествия по суше, и получила разрешение перевезти их по реке Инд. Само собой, истинная цель англичан состояла в исследовании долины реки. В последующие годы Бёрнс в сопровождении индуса Мохана Лала совершил путешествие через Гиндукуш в Бухару и Персию.
Рассказ, который Бёрнс опубликовал во время посещения Лондона в 1834 году, расширил знания англичан об Афганистане, Бухаре и Персии. Эта книга являлась одной из самых популярных в своё время. После первого издания его трудов, автор получил £ 800. Его заслуги были признаны не только Королевским Географическим обществом, но и в Париже. Вскоре после его возвращения в Индию в 1835 году, Бёрнс был назначен в суд Синда для охраны торгового соглашения о судоходстве по Инду. В 1836 году он совершил политический визит в Кабул ко двору Дост Мухаммеда.

## Первая Англо-Афганская война
Александр Бёрнс советовал лорду Окленду поддерживать Дост Мухаммеда на афганском троне. Однако лорд отдал предпочтение мнению сэра Уильяма Макнаттена, согласно которому следовало восстановить на Кабульском престоле шаха Шуджу, что и привело к первой войне с Афганистаном. Для осуществления задачи по восстановлению прав шаха на престол в Кабул в качестве политического агента был отправлен все тот же Александр Бёрнс. Обратно ему вернуться уже было не суждено. Дипломат был зверски растерзан толпой во время стихийного восстания кабульцев в 1841 году. Неизбежная опасность для Бёрнса была очевидна, но он был слишком спокоен в течение всего время пребывания на этом посту. Видимо, Бёрнс недооценил воинственный нрав афганцев.

## Публикации
- Travels into Bokhara. Being an account of a Journey from India to Cabool, Tartary and Persia. Also, narrative of a Voyage on the Indus from the Sea to Lahore (London: John Murray) 1834, 3 Vols.
- «On the Commerce of Shikarpur and Upper Scinde» Transactions of the Bombay Geographical Society Vol. II 1836-8 (Bombay: American Mission Press) Reprinted 1844, pp. 315-9
- Cabool. Being a Personal Narrative of a Journey to, and Residence in that City in the years 1836, 7, and 8 (London: John Murray) 1842 (Posthumous)

## В кино
- «Служа Отечеству» — реж. Латиф Файзиев («Узбекфильм», 1980). В роли Бёрнса — Гирт Яковлев.